# C/2022 E3 (ZTF)
C/2022 E3 (ZTF) je dolgoperiodični komet iz Oortovega oblaka, ki ga je 2. marca 2022 odkril program Zwicky Transient Facility (ZTF). Komet ima okoli svojega jedra zaradi vpliva sončne svetlobe na dvoatomski ogljik in cianogen svetlozelen sij.
Sistematična oznaka kometa se začne s C, kar pomeni, da to ni periodični komet, »2022 E3« pa pomeni, da je bil to tretji komet, ki so ga odkrili v prvi polovici marca 2022.
Ocenili so, da je jedro kometa veliko približno kilometer in se zavrti vsake 8,7 ure. Njegova repa prahu in plina sta se raztezala milijone kilometrov daleč, januarja 2023 pa je bilo videti tudi tretji protirep.
Komet je svoje prisončje dosegel 12. januarja 2023 na razdalji 1,11 a. e. (166 milijonov km), Zemlji pa se je najbolj, na razdaljo 0,28 a. e. (42 milijonov km), približal 1. februarja 2023. Komet je dosegel magnitudo 5 in je pod temnim nebom brez lune viden s prostim očesom.

## Zgodovina opazovanja

### Odkritje
Astronoma Bryce Bolin in Frank Masci sta 2. marca 2022 odkrila C/2022 E3 (ZTF) v okviru programa Zwicky Transient Facility (ZTF), ki uporablja 1,2-m Schmidtov teleskop s f/2,4 na observatoriju Palomar. Ob odkritju je imel komet navidezno magnitudo 17,3 in je bil približno 4,3 a. e. (640 milijonov km) oddaljen od Sonca.
Telo je bilo sprva prepoznano kot asteroid, vendar so poznejša opazovanja pokazala, da ima zelo zgoščeno komo, kar kaže, da je komet. H. Sato je poročal, da je bila njegova koma na skladu fotografij, ki ga je prejel iz daljinsko krmiljenega observatorija v Mayhillu v Novi Mehiki, široka 8 ločnih sekund, K. Yoshimoto pa je poročal, da je bila njegova koma široka 15 ločnih sekund in da je imel majhen rep, dolg 25 ločnih sekund.
Komet je bil pozneje zaznan na slikah, ki jih je 10. julija 2021 na Havajih posnel sistem Pan-STARRS 1, ko je imel komet navidezno magnitudo 23. Komet je bil oktobra in novembra 2021 tudi fotografiran, ne da bi ga ZTF opazil.

### Blizu prisončja
Do začetka novembra 2022 se je komet razsvetlil na magnitudo 10 in videti je bilo, da se počasi premika v ozvezdji Severna krona in Kača, ko se premika vzporedno z Zemljo. Komet je imel zeleno komo in rumenkast rep prahu ter šibek ionski rep. Viden je bil zgodaj zvečer, na jutranjem nebu pa proti koncu novembra. Do 19. decembra je razvil zelenkasto komo, kratek, širok prašni rep in dolg šibek ionski rep, ki se razteza čez 2,5 stopinje široko vidno polje. Po tem se je komet začel premikati proti severu, šel skozi Volarja, Zmaja in Malega medveda ter do konca januarja prešel znotraj približno 10 stopinj od Severnice.
Komet je svoje prisončje dosegel 12. januarja 2023 na razdalji 1,11 a. e. (166 milijonov km). S prostim očesom so ga prvič opazovali 16. in 17. januarja, ko je imel ocenjeno magnitudo 5,4 oziroma 6,0. Močan Sončev veter zaradi koronarnega izbruha mase je 17. januarja povzročil dogodek odklopa ionskega repa kometa, zaradi česar je bil videti odlomljen. 22. januarja je postal viden protirep. Zdi se, da je ta rep usmerjen proti Soncu in nasprotno kot prašni in ionski rep. Povzročajo ga delci, ki ležijo na disku na tirni ravnini kometa, in ko se Zemlja poravna s to ravnino, so videti kot nasprotni rep.
Komet se je Zemlji najbolj približal 1. februarja 2023 na razdalji 0,28 a. e. (42 milijonov km). 31. januarja 2023 je imel navidezno magnitudo približno 5; njegova koma naj bi imela premer približno 20'. Med svojim največjim približevanjem Zemlji je bil blizu severnega nebesnega pola in znotraj ozvezdja Žirafa. Luna zdaj raste in s svojo svetlobo ovira opazovanje kometa brez optičnega pomagala. 5. februarja, ob polni luni, je komet potoval 1,5 stopinje od svetle zvezde Kapela. Od 10. do 11. februarja je letel 1,5 stopinje od Marsa in od 13. do 15. februarja pred zvezdno kopico Hijade.
| Datum in čas največjega približanja | Oddaljenost od Zemlje (AU)       | Oddaljenost od Sonca (AU)       | Hitrost glede na Zemljo (km/s) | Hitrost glede na Sonce (km/s) | Območje negotovosti (3-sigma) | Lunarni raztezek | Lunina mena | Sklic     |
| ----------------------------------- | -------------------------------- | ------------------------------- | ------------------------------ | ----------------------------- | ----------------------------- | ---------------- | ----------- | --------- |
| 2023-02-01 17:55                    | 0,2839 a. e. (42,47 milijona km) | 1,159 a. e. (173,4 milijona km) | 57,4                           | 39,1                          | ± 500 km                      | 44°              | 86 %        | Horizonti |

### Barva
Zelena barva je verjetno posledica prisotnosti dvoatomskega ogljika, predvsem okoli glave kometa. Molekula C2, ko jo vzbuja sončno ultravijolično sevanje, seva večinoma v infrardeči svetlobi, vendar njeno tripletno stanje seva pri 518 nanometrih. Nastaja s fotolizo organskih snovi, izhlapelih iz jedra. Nato poteka nadaljnja fotoliza s trajanjem približno dva dni, takrat pa je zeleni sij viden v glavi kometa, ne pa tudi v repu. Raziskovalec kometov Matthew Knight je dejal, da zelena barva tega kometa ni neobičajna za komete z večjo vsebnostjo plina, vendar se le redko približajo Zemlji tako blizu, zato omogoča zelo dobro opazovanje zelenkastega odtenka. V spektru kometa v območju valovnih dolžin od 5000 do 7000 Å so zaznali številne emisijske črte NH2, C2 in [OI].

## Odhodna pot
Sistem JPL Horizons prikazuje baricentrično izhodno orbito, ki bo v epohi leta 2050 vezana na sistem Sonca in Jupitra, vendar z nerealno največjo razdaljo 270.000 a. e. (4,3 sv. l.), ki je onkraj Oortovega oblaka. Uporaba heliocentrične orbite v epohi 2495 s samo Sončevo maso kaže, da je komet nevezan na Osončje, epoha 2499 pa kaže, da je vezan. Ubežna hitrost Sonca pri 200 AU je 2,98 km/s, komet pa bo pri tej oddaljenosti letel s hitrostjo 2,967 km/s. Komet bo v celoti zapustil Osončje ali pa se bo vrnil čez več milijonov let, odvisno od motenj zaradi izpuščanja plinov (negravitacijske sile) ali motenj v Oortovem oblaku zaradi galaktične plime in mimoidočih zvezd.

## Primerljivi predmeti
| Telo                         | nav. mag. |
| ---------------------------- | --------- |
| Andromedina galaksija (M31)  | 3,4       |
| Orionova meglica (M42)       | 4         |
| C/2022 E3 (ZTF)              | 5         |
| Galaksija v Trikotniku (M33) | 5,7       |

## Galerija
- Komet decembra 2022 iz Astrofizikalnega observatorija Asiago
- Komet 10. januarja 2023, kot ga je posnel Andrea Reguitti na Univerzi v Padovi
- Komet 20. januarja 2023 z vidnim širokim prašnim repom in tankim ionskim repom
- Komet 22. januarja 2023 z vidnim protirepom
- Komet 28. januarja 2023 s sledmi zvezd zaradi relativnega gibanja na nebu